# 今村純二
今村 純二（いまむら じゅんじ、1938年4月15日 - 2021年8月12日）は、日本の実業家。元北海道日本ハムファイターズ会長・社長。球団の北海道移転と道民ファンの獲得に尽力した。

## 経歴
長崎県長崎市出身、3人兄弟の次男として生まれる。小学1年時に長崎市への原子爆弾投下により被爆、その後長崎県立長崎東高等学校を経て、同志社大学商学部を卒業後、大学のゼミ講師に「食の仕事はこれから伸びる、食肉関係は必ず伸びる」とアドバイスされたことをきっかけに食肉業者を志し、1961年に徳島ハム（現在の日本ハム）入社。同社では営業畑を歩み1967年に姫路営業所長、1971年神戸営業所長、1977年量販部長、1988年九州販売部長、営業本部参与を経て、1997年常勤監査役。2002年に監査役を辞任し、同年10月日本ハムファイターズ球団社長に就任した。同年6月に日本ハムファイターズの北海道移転がパ・リーグ理事会で承認されており、移転に向けた準備を進めた。2003年1月に新球団名を「北海道日本ハムファイターズ」にすると発表。同年8月には新会社・北海道日本ハムファイターズの設立に伴い、同社の社長に就任した。翌シーズンに向け、新庄剛志の獲得を指示して球団への注目度を高めたほか、巨人ファンが多かったとされる北海道内を奔走してファン集めに努めた。2004年1月、本拠地が札幌市に移転されたことを受けて、スポーツを通じた地域活性化を実現させるとともに、2・3年内に日本一を目指したいと抱負を述べた。
球団の成績は、移転初年度の2004年にレギュラーシーズン3位となりプレーオフ進出を果たすも、2005年は5位に終わった。しかし、トレイ・ヒルマン監督（当時）の人格と闘志を評価し続投を決めた。2006年3月、球団会長に就任。同年、日本ハムはレギュラーシーズン1位で迎えたプレーオフを勝ち抜きパ・リーグ優勝を果たした。さらに日本シリーズで中日ドラゴンズを破り、プロ野球史上初めて北海道に本拠地を置く球団の日本一を決めた。2008年3月に球団会長を退任し、相談役となった。
2021年8月12日、胆管がんのため、福岡県春日市の自宅で死去。83歳没。